# Defensive lineman

Schieramento dei defensive lineman (evidenziati in rosso)

Il defensive lineman (DL) è un ruolo della difesa di una squadra di football americano.
In questo ruolo sono racchiuse tre posizioni: la defensive guard (non in figura perché utilizzata nella difesa a 5 o a 6 uomini di linea), il defensive tackle e il defensive end.